# Belnacasan
El Belnacasan (VX-765) es un fármaco desarrollado por Vertex Pharmaceuticals que actúa como un inhibidor potente y selectivo de la enzima caspasa 1. Esta enzima está implicada en procesos de inflamación y muerte celular, por lo que bloquear su acción podría ser útil en diversas aplicaciones médicas, incluyendo el tratamiento de la epilepsia, la artritis, la recuperación tras un infarto y la ralentización del avance del Alzheimer. Belnacasan es un profármaco activo por vía oral, que se convierte en el organismo en el fármaco activo VRT-043198 (O-desetil-belnacasan). Sin embargo, aunque belnacasan ha demostrado ser bien tolerado en ensayos clínicos en humanos, no ha mostrado una eficacia suficiente como para ser aprobado en ninguna de las aplicaciones propuestas hasta la fecha, aunque la investigación continúa en busca de posibles usos futuros para este u otros fármacos similares.